# Hisayama
Hisayama (jap. 久山町 Hisayama-machi) – miasto w Japonii, na wyspie Kiusiu, w prefekturze Fukuoka. Według danych na rok 2020 miejscowość zamieszkiwało 9 068 mieszkańców , a gęstość zaludnienia wyniosła 242,2 os./km².